# Protroticus nigripennis
Protroticus nigripennis är en stekelart som beskrevs av Van Achterberg 1988. Protroticus nigripennis ingår i släktet Protroticus och familjen bracksteklar. Inga underarter finns listade i Catalogue of Life.